# Belthara Road
Belthara Road é uma cidade e uma nagar panchayat no distrito de Ballia, no estado indiano de Uttar Pradesh.

## Demografia
Segundo o censo de 2001, Belthara Road tinha uma população de 17,185 habitantes. Os indivíduos do sexo masculino constituem 52% da população e os do sexo feminino 48%. Belthara Road tem uma taxa de literacia de 71%, superior à média nacional de 59.5%; com 57% para o sexo masculino e 43% para o sexo feminino. 14% da população está abaixo dos 6 anos de idade.